# Scaphobaeocera yeti
Espèce
Synonymes
- Baeotoxidium yeti Löbl, 1992 (protonyme)

Scaphobaeocera yeti est une espèce de coléoptères de la famille des Staphylinidae et de la sous-famille des Scaphidiinae.

## Répartition et habitat
Cette espèce est décrite du Népal.